# 龙虾 (动画片)
龙虾 是中国大陆上海美术电影制片厂制作的一部木偶剧动画片，该动画片根据芦丹同名话剧改编而成，于1959年上映。

## 剧情简介
金山酒家生意惨淡，新推出的龙虾大餐无人问津，结果龙虾都臭了。金山无意看到报纸上一批红党在某家酒店聚会遭到围捕的消息，于是散播红党将在金山酒家举行秘密会议的假消息。结果引起了盖世太保的注意，他们派出大批特务、密探，潜入金山酒家，酒家龙虾一时销量大增。他们假冒红党成员，表面侃侃而谈，背地却互相怀疑，彼此监视。最后双方亮出底牌，要逮捕对方。经过一番激战，金山酒家被砸了个稀巴烂............